# Charles Trenet
Charles Trenet (Narbona, 18 de Maio de 1913 – Créteil, 19 de Fevereiro de 2001) foi um cantor francês.
"Quem veio ao meu show está dispensado de ir a meu enterro", disse Charles Trenet, pouco antes de morrer em sua última apresentação na sala Pleyel (Paris, abril de 2000).
Vítima de preconceito por assumir abertamente a sua homossexualidade e obrigado a provar que não era judeu na França ocupada pelos alemães, Trenet produziu uma série de hits. Um deles - Douce France - virou hino da Resistência, durante a ocupação nazista.
Cantor, compositor, letrista de cerca de mil canções, artista plástico, poeta e escritor, revolucionou a música francesa nos anos 40 com versos inspirados e estética semelhante aos poemas de Paul Éluard e Jacques Prévert. Por sua vez, influenciou compositores e intérpretes que lhe sucederam, como Charles Aznavour, Jacques Brel e Georges Brassens.

## Infância solitária
Louis-Charles-Augustin-Claude Trenet nasceu em Narbona, em 18 de maio de 1913, filho do tabelião Lucien, um melômano que orientou os filhos no caminho da música, e de Marie Louise. Teve um irmão mais novo, Antoine. A mãe abandonou a família quando Charles tinha 7 anos para seguir o famoso cenarista e diretor de cinema Benno Vigny
Em 1922, morando em Perpignan, onde cresceu, Charles é mandado para um internato em Beziers onde tem sofrimentos psicológicos intensos. Convalescendo de uma febre tifóide, volta para casa, quando emerge sua sensibilidade artística (modelagem, música e pintura).

## Experiência Alemã
Aos 15 anos, vai para Berlin viver com a mãe e o já segundo marido, Benno Vigny, que lhe oferece a possibilidade de frequentar uma escola de arte, onde passa a circular entre as celebridades do cinema alemão.
Em 1930, volta à França e, com a permissão do pai, entra para a Ecole des Arts Décoratifs. Terminado o curso, trabalha como assistente de direção e assessor nos estúdios cinematográficos franceses.
Ali conhece Antonin Artaud, Jean Cocteau e Max Jacob e tem seus primeiros poemas e livros editados.
Benno Vigny volta a Paris com Marie-Louise, para rodar um filme musical. Para trabalhar na equipe como compositor das quatro canções que faziam parte do roteiro, Charles se matricula e passa no exame da SACEM (espécie de sindicato francês de músicos, compositores e editores)

## Charles e Johnny
En 1933, conhece um jovem pianista, Johnny Hess, com quem forma o duo "Charles et Johnny". A dupla compõe jingles publicitários para rádio e fazem muito sucesso mesclando música francesa tradicional com as tendências modernas. Charles escreve, Johnny compõe. A parceria rende 16 títulos e um contrato com a gravadora Disques Pathé.
O duo acaba com a chegada do serviço militar obrigatório para os dois artistas, mas, antes de partir, deixam para Jean Sablon gravar uma canção feita em cinco minutos - letra rabiscada num guardanapo de papel - a obra-prima Vous qui passez sans me voir.

## Nasce oshowman
Maurice Chevalier, impressionado com a popularidade de Trenet, decidiu colocar em seu repertório uma canção que achava "meio sem pé nem cabeça", "Y'a d'la Joie", sucesso estrondoso e imediato nos vaudevilles de Paris.
A grande visibilidade leva Trenet a interpretar suas próprias canções e, para isso, cria um visual original usando sua experiência de artista plástico: aba do chapéu arredondada como uma auréola (para disfarçar o rosto redondo), terno vermelho e sorriso constante iluminado pelos olhos azuis: um showman de primeira qualidade.

## Glória Nacional
Durante a segunda guerra mundial, mesmo sendo um homem marcado pelas suas preferências sexuais e pela amizade com artistas judeus, Charles Trenet resolve continuar na França. Suas canções, verdadeiros hinos à liberdade, são censuradas pelo governo de Vichy. "Douce France" torna-se o hino da Resistência.
A imprensa colaboracionista sugeriu que o sobrenome Trenet seria um anagrama de Netter e ele teve que provar que em quatro gerações de sua família não havia nenhum judeu. Em 1943, em um trem para Perpignan, Trenet compôs La Mer, que ficou 3 anos nas paradas. Ferido por membros da Gestapo durante um interrogatório, torna-se uma glória nacional.

## Fama mundial, traição doméstica

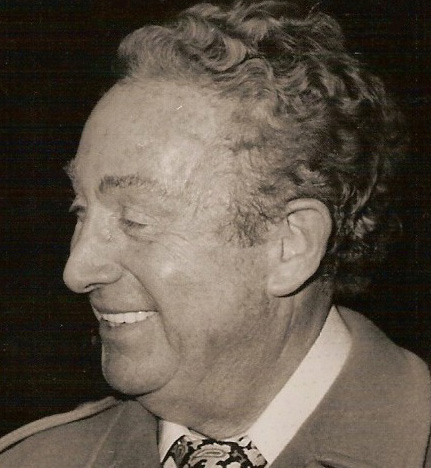
Trenet na década de 1970.

Terminada a guerra, Charles Trenet parte para conquistar os Estados Unidos, onde se torna amigo de Duke Ellington, de Louis Armstrong, Chaplin e da dupla "O Gordo e o Magro". E em seguida veio o resto do mundo. Charles Trenet esteve várias vezes no Brasil entre 1947 e 1955, onde sua popularidade era imensa.
O sucesso durou até os anos 60, quando a febre do rock'n'roll alcançou a França dando lugar a Johnny Holliday, Richard Anthony e Françoise Hardy.
Em 1963, foi vítima de uma armação, encenada pelo ex-cozinheiro-motorista-secretário que o acusava de recrutar jovens efebos para participar de festinhas íntimas. Ficou preso para averiguações por um mês e, depois do julgamento, foi condenado a um ano de prisão e multa de dez mil francos, sendo beneficiado com sursis. Durante a estadia na prisão escreveu uma prece para os prisioneiros e uma canção para o carcereiro.
Em 1977, a morte da mãe, com quem mantinha forte ligação, o deixou recluso por dez anos. Esta semi-aposentadoria acontece numa mansão do sul da França, onde escreveu muitos romances e um livro de memórias: "Mes jeunes années" (Anos de Juventude).

## Duplo preconceito
Em 1983, lançado candidato à Academia Francesa, sofreu duplo preconceito: foi impedido por não compor música "cabeça" e por ser homossexual declarado. Mas, em contrapartida, recebeu muitas homenagens, como a Légion d'Honneur e o Grand Prix National des Arts et Lettres.
Retomando a carreira em 1987, lançou, dois anos depois, seu último disco sempre com a mesma temática - infância, alegria e amor - e se engajou na campanha de François Mitterrand e Jack Lang na eleição presidencial de 1988.

## Últimas aparições
Aos 85 anos, em julho de 1998, canta no festival de Nyon, na Suíça, para uma plateia de 20 mil pessoas que faz coro (por conhecer de cór) para seu repertório legendário.
Depois, na Sala Pleyel, em Paris, o público emocionado também aplaude com emoção o ídolo que se movimenta com muita dificuldade, mas canta com o mesmo entusiasmo dos vinte anos.
Em abril de 2000, o cantor sofre um acidente cardiovascular, se restabelece e comparece à inauguração do pequeno museu instalado na casa natal, em Narbona. Situado na Avenida Charles Trenet 13, objetos, partituras e fotos de seu percurso artístico levam o visitante a conhecer sua vida familiar, evocando em particular a figura da mãe, Marie Louise, que ali viveu muito tempo.

## O poeta voou
Charles Trenet desejava morrer como um poeta: "Eu quero ir voando", dizia, ao falar da morte. E assim foi: voou em paz, durante o sono, na madrugada do domingo 19 de fevereiro de 2001. Ao saber da morte, o presidente da França, Jacques Chirac, declarou: "Trenet era símbolo de uma França sorridente e criativa, figura muito próxima de cada um de nós".

## Músicas
Algumas das canções mais conhecidas de Charles Trenet incluem:
- 1933: "L'école buissonnière" (música co-escrita com Johnny Hess)[6]
- 1936: "Vous oubliez votre cheval"[7]
- 1937: "Je chante"[8]
- 1937: "Fleur bleue"[9]
- 1937: "J'ai ta main"[10]
- 1937: "Vous qui passez sans me voir" (música co-escrita com Johnny Hess)[11]
- 1937: "Y a d'la joie"[12]
- 1938: "Boum!"[13]
- 1938: "J'ai connu de vous"[14]
- 1938: "Ménilmontant"[15]
- 1938: "La polka du roi"
- 1939: "Il pleut dans ma chambre"
- 1939: "Mam'zelle Clio"
- 1941: "Swing troubadour"
- 1941: "Un rien me fait chanter" (música co-escrita com Léo Chauliac)
- 1942: "Que reste-t-il de nos amours?" (Música co-escrita com Léo Chauliac)
- 1943: "Douce France" (Música co-escrita com Léo Chauliac)
- 1945: "La folle complainte"
- 1945: "La mer"[16]
- 1947: "Revoir Paris"
- 1948: "France-Dimanche"
- 1948: "Grand-maman, c'est New York"
- 1949: "Mes jeunes années"
- 1951: "L'ame des poetes"
- 1951: "Le serpent python"
- 1954: "Coin de rue"
- 1955: "La java du diable"
- 1955: "Moi j'aime le music-hall"
- 1955: "Route Nationale 7"
- 1957: "Le jardin extraordinaire"
- 1961: "Kangourou"
- 1963: "La famille musicienne"
- 1969: "Il y avait des arbres"
- 1970: "Au bal de la nuit"
- 1970: "L'oiseau des vacances"
- 1970: "Le revenant"
- 1971: "Fidele"

## Obras
- Dodo Manières, Albin Michel, 1940.
- Préface Le Paroissien. Roman picaresque écrit et illustré par Gabriel Arnaud, La Nouvelle ed., 1946.
- La Bonne Planète, Brunier, 1949.
- Un noir éblouissant, Bernard Grasset, 1965 (reedição Lattès, 1989).
- Une noix, Hachette, 1974. Ilustrado por Michel Guiré-Vaka.
- Qu'y a-t-il à l'intérieur d'une noix?, Hachette, 1974. Ilustrado por Michel Guiré-Vaka.
- Mes jeunes années racontées par ma mère et par moi, Robert Laffont, 1978 (reedição 1992).
- La Route enchantée, Le Temps singulier, 1981. Apresentação de Serge Gainsbourg.
- Pierre, Juliette et l'automate, Robert Laffont, 1983 (reedição 1999).
- Œuvres d'éternelle jeunesse : Dodo Manières et La Bonne Planète, Michel Lafon, 1988.
- Boum, Chansons folles, Seuil, coll. « Point Virgule », 1988.
- Le Jardin extraordinaire, les chansons de toute une vie, Le Livre de Poche, 1992.
- Tombé du ciel, l'intégrale, Plon, 1993.
- Madame la pluie, Limaille, 1993.
- Bulles enchantées, DS, 1993.Ilustrado por Filipandré.

## Filmes
- 1938: Je chante de Christian Stengel: Charles
- 1938: La Route enchantée de Pierre Caron: Jacques Minervois
- 1941: Romance de Paris de Jean Boyer: Georges Gauthier
- 1942: Frédérica de Jean Boyer: Gilbert Legrant
- 1943  Adieu Léonard de Pierre Prévert: Ludovic Malvoisin
- 1943: La Cavalcade des heures d'Yvan Noé: Charles
- 1951: Bouquet de joie de Maurice Cam: ele mesmo
- 1952: Giovinezza de Giorgio Pàstina: Cantante
- 1953: Boum sur Paris de Maurice de Canonge: ele mesmo
- 1953: Les Chansons ont leur destin (curta-metragem) de Jean Masson
- 1954: An jedem Finger zehn d'Erik Ode
- 1957: Printemps à Paris de Jean-Claude Roy: lui-même (ele mesmo (+ letra da música de Francis Lopez)
- 1957: C'est arrivé à 36 chandelles de Henri Diamant-Berger: lui-même
- 1965: L'Or du duc de Jacques Baratier: música de Charles Trenet
- 1988: Un été à Paris de René Gilson (música e canções)

## Documentários
- 1994: Trenet d'aujourd'hui, d'hier et de toujours, filme documentário realizado por Claude-Jean Philippe, documentos de arquivo, I.N.A. Entreprise/TF1/Arte
- 2021: Charles Trenet, l'enchanteur, France 3